# همایون بهزادی
همایون بهزادی (۱۴ دی ۱۳۲۰ – ۲ بهمن ۱۳۹۴) بازیکن و مربی فوتبال بازنشسته اهل ایران بود. یک مجله ترکیه‌ای در دهه ۱۹۸۰ میلادی فهرستی از ۵ سرزن برتر جهان را انتخاب کرد که نام همایون بهزادی در بین این نفرات دیده می‌شود.

## سال‌های آغازین زندگی
بهزادی در ۱۴ دی ۱۳۲۰ در خرم‌آباد به دنیا آمد، اما به خاطر مأموریت پدر در این شهر زاده شد و اصالت نوری داشت. خانواده بهزادی نوری هستند. او به واسطه شغل نظامی پدرش در سفر بود و پس از مدتی به تهران نقل مکان کرد.
او پیشتر در تیم ملی فوتبال ایران بازی می‌کرد و بیشتر دوران باشگاهی‌اش را در باشگاه فوتبال شاهین گذراند.ایشان با خانم آذر بهزادی ازدواج کرده و دارای فرزند پسر به نام‌های علی و شاهین می‌باشد. بهزادی دارای مدرک کارشناسی ادبیات فارسی بود.

## دوران باشگاهی
همایون بهزادی در تیم‌های پایهٔ شاهین رشد کرد و از همان‌جا بود که به تیم اصلی باشگاه راه یافت. در نهایت و پس از ۱۳ سال، بعد از آن که در ۱۸ تیر ماه ۱۳۴۶ شاهین به دلایل سیاسی منحل شد، همایون به تیم پیکان پیوست؛ جایی که آمار خیره کنندهٔ ۲۵ گل در ۱۹ بازی را به ثبت رساند و نگاه‌ها را به خود جلب کرد. پس از آن در بهار سال ۱۳۴۷ به پرسپولیس منتقل شد. درست پس از انتقال به پرسپولیس بود که گریبان گیر مصدومیت شدیدی گردید که از جام ملت‌های سال ۱۳۴۷ آسیا به جا مانده بود؛ به همین خاطر به مدت دو فصل و به صورت قرضی از پرسپولیس به پیکان بازگشت. همایون بهزادی توانست در همان فصل اول، همراه با پیکان قهرمان جام باشگاه‌های تهران شود. وی پس از دو سال وقفه دوباره به پرسپولیس بازگشت و همراه این تیم، قهرمان اولین و سومین دورهٔ جام تخت جمشید در سال‌های ۱۳۵۲ و ۱۳۵۴ شد. با خداحافظی بهزادی از فوتبال درست بعد از قهرمانی در لیگ ۱۳۵۴، پرسپولیس به آخرین مقصد فوتبالی وی به عنوان بازیکن تبدیل شد. هر چند بلافاصله پس از خداحافظی، به عنوان دستیار مربی، به کادر فنی پرسپولیس پیوست.
از جمله افتخارات همایون بهزادی هت تریک در بازی معروف پرسپولیس و استقلال است که در ۱۶ شهریور ۱۳۵۲ برگزار شد و با برتری شش بر صفر به سود پرسپولیس پایان یافت. هم چنین او در بازی افتتاحیه ورزشگاه آزادی تهران دروازه باشگاه کروزیرو را گشود. در ۹ تیر ۱۳۵۱ در جریان دیدار دوستانه منتخب تهران و بایرن مونیخ که با پیروزی شش بر دو تیم منتخب به پایان رسید، یک گل به ثمر رساند. همچنین در ۲۱ بهمن ۱۳۵۱ در بازی دوستانه پرسپولیس برابر اسپارتا پراگ نیز یک گل به ثمر رساند. بهزادی پر افتخارترین بازیکن تاریخ فوتبال ایران است.

## دوران ملی
بهزادی در سال ۱۳۴۵ به همراه تیم ملی ایران به مقام دومی بازی‌های آسیایی تایلند رسید. هم چنین در سال ۱۳۴۷ قهرمان جام ملت‌های آسیا شد؛ مسابقاتی که توانست طی آن، در چهار بازی، چهار گل به ثمر رساند و نامش را به عنوان یکی از بازیکنان گلزن جام سر زبان‌ها بیندازد. بهزادی در بازی فینال گل تساوی ایران در مقابل اسرائیل را زد که در نهایت ایران با برتری ۲ بر ۱، جام قهرمانی این رقابت‌ها را بالای سر برد. پس از آن و چهار سال بعد بهزادی توانست همراه با تیم ملی ایران برای دومین بار قهرمان جام ملت‌های آسیا شود.

## دوران مربیگری

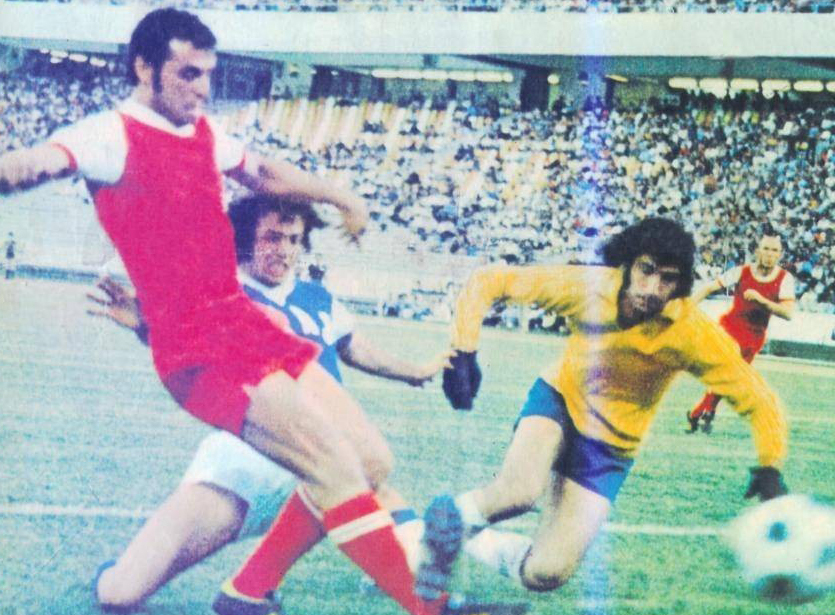

او پیش از سرمربی گری، به واسطه کاپیتانی تیم و قدرت رهبری‌اش در غیاب آلن راجرز، سرمربی آن زمان پرسپولیس تیم را تمرین می‌داد و مربیگری می‌کرد. او در اواخر سال ۱۳۵۳ به سرمربیگری پرسپولیس رسید و دست به جوان گرایی زد.
او در جام تخت جمشید ۱۳۵۳ و ۱۳۵۴ هدایت پرسپولیس را بر عهده داشت. نخستین بازی او به عنوان مربی بازی دوستانه‌ای با ملوان بود که پرسپولیس آن بازی را ۳–۱ برد. بازی‌های رسمی او با باخت برابر راه‌آهن در جام تخت جمشید ۱۳۵۴ آغاز شد. او پس از بازی با پاس در فروردین ۱۳۵۴ اعلام کرد که دیگر به عنوان بازیکن بازی نخواهد کرد و فقط به عنوان مربی فعالیت خواهد کرد. پس از آن پرسپولیس ۲ برد و ۲ مساوی به دست آورد و آماده بازی با تاج شد.
پس از باخت ۳–۱ در هفدهمین شهرآورد تهران ادعا کرد که بازیکنان تاج، پیش از بازی مواد مخدر مصرف کرده‌اند. بنابر منابع، این ادعا احتمالاً صحت داشت و مسئولان ورزش ایران از جمله کامبیز آتابای، رئیس فدراسیون فوتبال ایران و علی عبده، مدیرعامل باشگاه پرسپولیس او را به سکوت وادار کردند. این کار برای برای منفعت ملی و جلوگیری از ضربه خوردن تیم ملی فوتبال ایران در بازی‌های مقدماتی المپیک ۱۹۷۶ مونترال انجام شد، چرا که در صورت اثبات این ادعا بازیکنان تاج محروم می‌شدند و نمی‌توانستند برای ایران بازی کنند.
پس از این ماجرا و در پی اختلاف با عبده بهزادی از مربی گری پرسپولیس کنار گذاشته شد و بیوک وطنخواه مربی پرسپولیس شد. پرسپولیس در پایان جام تخت جمشید ۱۳۵۴ با وطنخواه به قهرمانی رسید.
پس از آن بهزادی مربی تیم جوانان باشگاه فوتبال شهباز شد.

## آمار مربیگری
| تیم      | کشور  | از            | تا               | آمار | آمار | آمار  | آمار | آمار | آمار   | آمار     | آمار   |
| تیم      | کشور  | از            | تا               | بازی | برد  | مساوی | باخت | برد% | گل زده | گل خورده | گل +/- |
| -------- | ----- | ------------- | ---------------- | ---- | ---- | ----- | ---- | ---- | ------ | -------- | ------ |
| پرسپولیس | ایران | ۱۵ اسفند ۱۳۵۳ | ۱۹ اردیبهشت ۱۳۵۴ | ۱۵   | ۷    | ۴     | ۴    | ۴۶٫۶ | ۲۳     | ۱۴       | ۷      |

## گل‌های ملی
| شماره | تاریخ            | میزبان | حریف       | نتیجه | رقابت                |
| ----- | ---------------- | ------ | ---------- | ----- | -------------------- |
| ۱     | ۱۲ مهر ۱۳۴۲      | تهران  | پاکستان    | ۴–۱   | مقدماتی المپیک ۱۹۶۴  |
| ۲     | ۱۲ مهر ۱۳۴۲      | تهران  | پاکستان    | ۴–۱   | مقدماتی المپیک ۱۹۶۴  |
| ۳     | ۱۷ خرداد ۱۳۴۳    | تهران  | هند        | ۳–۰   | مقدماتی المپیک ۱۹۶۴  |
| ۴     | ۳۰ خرداد ۱۳۴۳    | کلکته  | هند        | ۳–۱   | مقدماتی المپیک ۱۹۶۴  |
| ۵     | ۱ مرداد ۱۳۴۴     | تهران  | پاکستان    | ۴–۱   | جام اکو ۱۹۶۵         |
| ۶     | ۱ مرداد ۱۳۴۴     | تهران  | پاکستان    | ۴–۱   | جام اکو ۱۹۶۵         |
| ۷     | ۱۹ آذر ۱۳۴۵      | بانکوک | مالزی      | ۲–۰   | بازی‌های آسیایی ۱۹۶۶  |
| ۸     | ۲۵ آذر ۱۳۴۵      | بانکوک | اندونزی    | ۱–۰   | بازی‌های آسیایی ۱۹۶۶  |
| ۹     | ۴ آذر ۱۳۴۶       | داکا   | پاکستان    | ۲–۰   | جام اکو ۱۹۶۷         |
| ۱۰    | ۲۰ اردیبهشت ۱۳۴۷ | تهران  | هنگ کنگ    | ۲–۰   | جام ملت‌های آسیا ۱۹۶۸ |
| ۱۱    | ۲۳ اردیبهشت ۱۳۴۷ | تهران  | جمهوری چین | ۴–۰   | جام ملت‌های آسیا ۱۹۶۸ |
| ۱۲    | ۲۶ اردیبهشت ۱۳۴۷ | تهران  | برمه       | ۳–۱   | جام ملت‌های آسیا ۱۹۶۸ |
| ۱۳    | ۲۹ اردیبهشت ۱۳۴۷ | تهران  | اسرائیل    | ۲–۱   | جام ملت‌های آسیا ۱۹۶۸ |

## پس از بازنشستگی

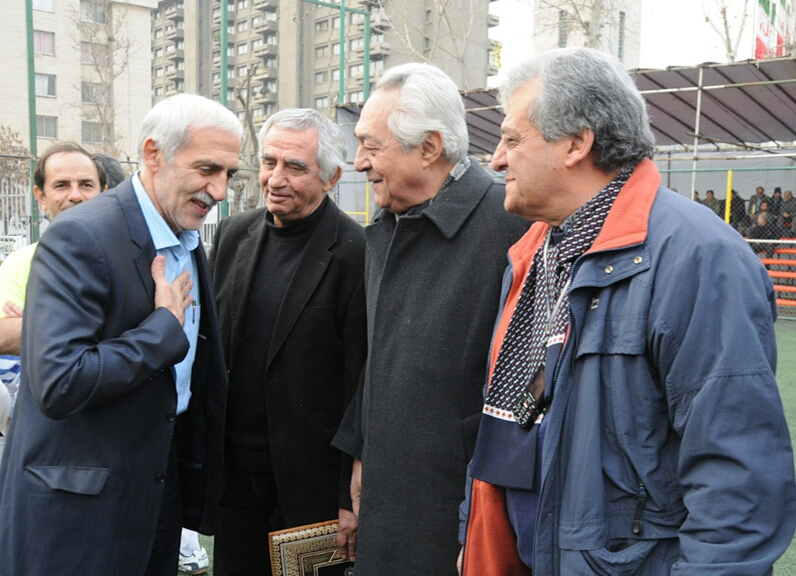
از راست به چپ: بهزادی، فرامرز ظلی، مهدی مناجاتی و محمد دادکان در سال ۱۳۹۳

### عضویت در تالار مشاهیر پرسپولیس
پس از بازنشستگی، همایون بهزادی به عنوان یکی از اعضای تالار مشاهیر پرسپولیس شناخته شد. باشگاه پرسپولیس هم از وی به عنوان یکی از دوازده مرد تأثیرگذار باشگاه در دههٔ هفتاد میلادی تقدیر به عمل آورد و در همین راستا مجسمه‌ای طلایی از صورت همایون بهزادی را به وی تقدیم کرد.

### عضویت در تالار مشاهیر آسیا
پس از افتتاح تالار مشاهیر فوتبال آسیا، طی مراسمی در تاریخ ۱۰ نوامبر ۲۰۱۴، نام ده نفر (۸ مرد از ایران، هند، مالزی، کره جنوبی، ژاپن، استرالیا و چین و ۲ زن چین و ژاپن) از فوتبالیست‌های این قاره برای حضور در این مراسم منتشر شد. همایون بهزادی به عنوان آقای گل جام ملت‌های آسیا ۱۹۶۸ و همچنین علی دایی به عنوان آقای گل جام ملت‌های آسیا ۱۹۹۶ و جهان به این مراسم دعوت شده بودند.

## درگذشت
همایون بهزادی در اولین ساعات بامداد ۲ بهمن ۱۳۹۴ در سن ۷۴ سالگی پس از طی یک دوره طولانی بیماری ریوی و قلبی در تهران درگذشت. وی سال‌ها رئیس و عضو کمیته پیشکسوتان فدراسیون فوتبال هم بود.

## افتخارات

### باشگاهی
شاهین
- مسابقات استانی لیگ تهران: قهرمانی جام حذفی تهران (۱۳۴۰)
- مسابقات استانی لیگ تهران: قهرمانی جام باشگاه‌های تهران (۱۳۴۴)

### پیکان
- مسابقات استانی لیگ تهران: قهرمانی جام باشگاه‌های تهران (۱۳۴۷)

### پرسپولیس
- جام تخت جمشید قهرمان (۲ بار): ۱۳۵۲، ۱۳۵۴

### ملی

#### مسابقات رسمی
- جام ملت‌های آسیا:قهرمان (۲ بار): ۱۹۶۸ و ۱۹۷۲
- بازی‌های آسیایی: قهرمان ۱۹۷۴، نایب قهرمان ۱۹۶۶

#### مسابقات دوستانه
- قهرمانی تورنمنت سنتو - جام منطقه ای (۱۳۴۴)
- قهرمانی جام کوروش کبیر: (۱۳۵۰)
- قهرمانی دومین دوره جام دوستی (۱۳۴۸)
- قهرمانی در جام منطقه‌ای (۱۹۷۰)

### افتخارات فردی
- آقای گل مسابقات انتخابی المپیک توکیو (تیم ملی) ۱۳۴۳–۵ گل
- آقای گل جام ملتهای ۱۹۶۸ (تیم ملی) ۱۳۴۷–۴ گل (تهران)

### رکوردهای شخصی
- ثبت اولین هتریک دربی سرخابی تهران
- رکوردار بیشترین گل زده در دربی سرخابی تهران طی یکفصل (۴ گل - ۱۳۵۲)

منبع: